# Kyselina pyridin-2,6-dikarbothiová
Kyselina pyridin-2,6-dikarbothiová je organická sloučenina patřící mezi thiokarboxylové kyseliny, vytvářená některými bakteriemi, jako jsou Pseudomonas stutzeri a Pseudomonas putida.

## Vznik
Kyselinu pyridin-2,6-dikarbothiovou lze připravit reakcí kyseliny pyridin-2,6-dikarboxylové nebo jejího dichloridu s H2S v pyridinu:
NC5H3(COOH)2 + 2 H2S → NC5H3(COSH)2 + 2 H2O
Produktem je oranžově zbarvená pyridiniová sůl, z níž reakcí se silnější kyselinou vznikne kyselina pyridin-2,6-dikarbothiová, jíž lze oddělit pomocí dichlormethanu.
Způsob biosyntézy této kyseliny není znám. Předpokládá se, že Pseudomonas stutzeri získala nejméně jeden gen pro její syntézu horizontálním přenosem od mykobakteriií.
Navržený mechanismus biosyntézy kyseliny pyridin-2,6-dikarboxylové zahrnuje její aktivaci v podobě bis-adenosinmonofosfátového derivátu. Donor síry a způsob jeho aktivace jsou stále nejisté.

## Koordinační vlastnosti
Kyselina pyridin-2,6-dikarbothiová na sebe váže železo v podobě Fe2+ i Fe3+. Železitý komplex je hnědý a železnatý má modrou barvu. Na vzduchu se železnatý oxiduje na železitý. Je selektivní vůči železu, protože se pouze železnatý a železitý komplex rozpouští ve vodě..